# Hotel Chevalier
Hotel Chevalier è un cortometraggio del 2007 scritto e diretto da Wes Anderson, con Jason Schwartzman e Natalie Portman. I due attori interpretano il ruolo di due amanti che si trovano in una stanza d'albergo di Parigi. Si tratta di un prequel di 13 minuti del lungometraggio Il treno per il Darjeeling (The Darjeeling Limited) dello stesso anno.
È stato girato all'hotel Raphaël di Parigi da un piccolo gruppo finanziato da Wes Anderson, originariamente pensato per realizzare un cortometraggio indipendente. Sono stati presentati insieme il 2 settembre 2007 alla 64ª Mostra internazionale d'arte cinematografica di Venezia, il cortometraggio-prequel come evento speciale e l'altro come film in concorso, e insieme sono stati distribuiti e proiettati nelle sale cinematografiche.
Il prequel è stato reso disponibile on line e scaricato circa 500 000 volte in un mese. Hotel Chevalier è stato uno dei cortometraggi più commentati; gran parte dell'attenzione è stata diretta verso la prima scena di nudo di Natalie Portman.

## Trama
Nella hall di un albergo, il portiere risponde alla telefonata di un cliente; in sottofondo si sente Pavane pour une infante défunte di Maurice Ravel suonata al pianoforte da Pascal Rogé. Jack, il protagonista, si trova su un letto d'albergo in accappatoio giallo, sta guardando il film Stalag 17 e leggendo il giornale. Ordina il servizio in camera al portiere in un francese stentato. Riceve poi una telefonata da una donna, appena arrivata all'aeroporto, che gli chiede il numero di stanza. Lui, anche se con qualche incertezza, le dice che è la 403. Terminata la chiamata, Jack cerca di riordinare in fretta la stanza, mette di sottofondo la canzone Where Do You Go To (My Lovely)? di Peter Sarstedt e prepara un bagno.
L'uomo si trova di nuovo sdraiato sul letto, stavolta in abito grigio elegante. Sentendo che bussano alla porta, fa ripartire la canzone di prima e poco dopo apre la porta. Dopo essersi fissati per alcuni secondi, la donna rompe il silenzio, chiedendogli che musica sta ascoltando. Non ricevendo risposta, fa un passo nella stanza e porge a Jack un mazzo di fiori.
Jack chiude la porta e chiede come aveva fatto a trovarlo, la donna risponde che non è stato difficile. Lei si muove intorno alla stanza guardando gli oggetti di ceramica, i pennelli e azionando un carillon. L'incontro tra i due prosegue in bagno con la donna che si lava i denti e infine rifiuta di fare il bagno preparatole.
Tornata in camera da letto, si volta verso Jack e si confronta con lui, chiedendo lentamente cosa stia succedendo, parte un dialogo tra i due.
Si trovano sul letto a guardarsi l'un l'altro prima di essere interrotti dall'arrivo del servizio in camera. Ordina prima un Bloody Mary per lei, infine lui rettifica ordinandone uno anche per sé.
Una volta rimasti soli, si baciano e Jack comincia a spogliare la donna. Si accertano reciprocamente di non essere stati con altre persone, e quando lui si accorge dei lividi di lei sul braccio le domanda il perché, ma la donna sceglie di non esprimersi in merito. Sdraiata sopra di lui, dice che non vuole perdere la sua amicizia, che lei lo ama e non ha mai voluto fargli del male. Lui risponde freddamente di non preoccuparsi dato che non sarà mai suo amico.
Where Do You Go To (My Lovely)? riparte e Jack si offre di mostrarle la sua visione di Parigi, lei acconsente.
La donna nuda è appoggiata frontalmente a una cassettiera, dando le spalle a lui che si avvicina e le copre il corpo con l'accappatoio e insieme vanno verso la finestra. Fuori sul balcone, Jack tira fuori dalla tasca uno stuzzicadenti e lo offre a lei con un cenno del capo verso l'alto, che lei ricambia. Dopo un paio di secondi tornano dentro, lasciando il beneficio del dubbio allo spettatore su ciò che avverrà.

## Produzione

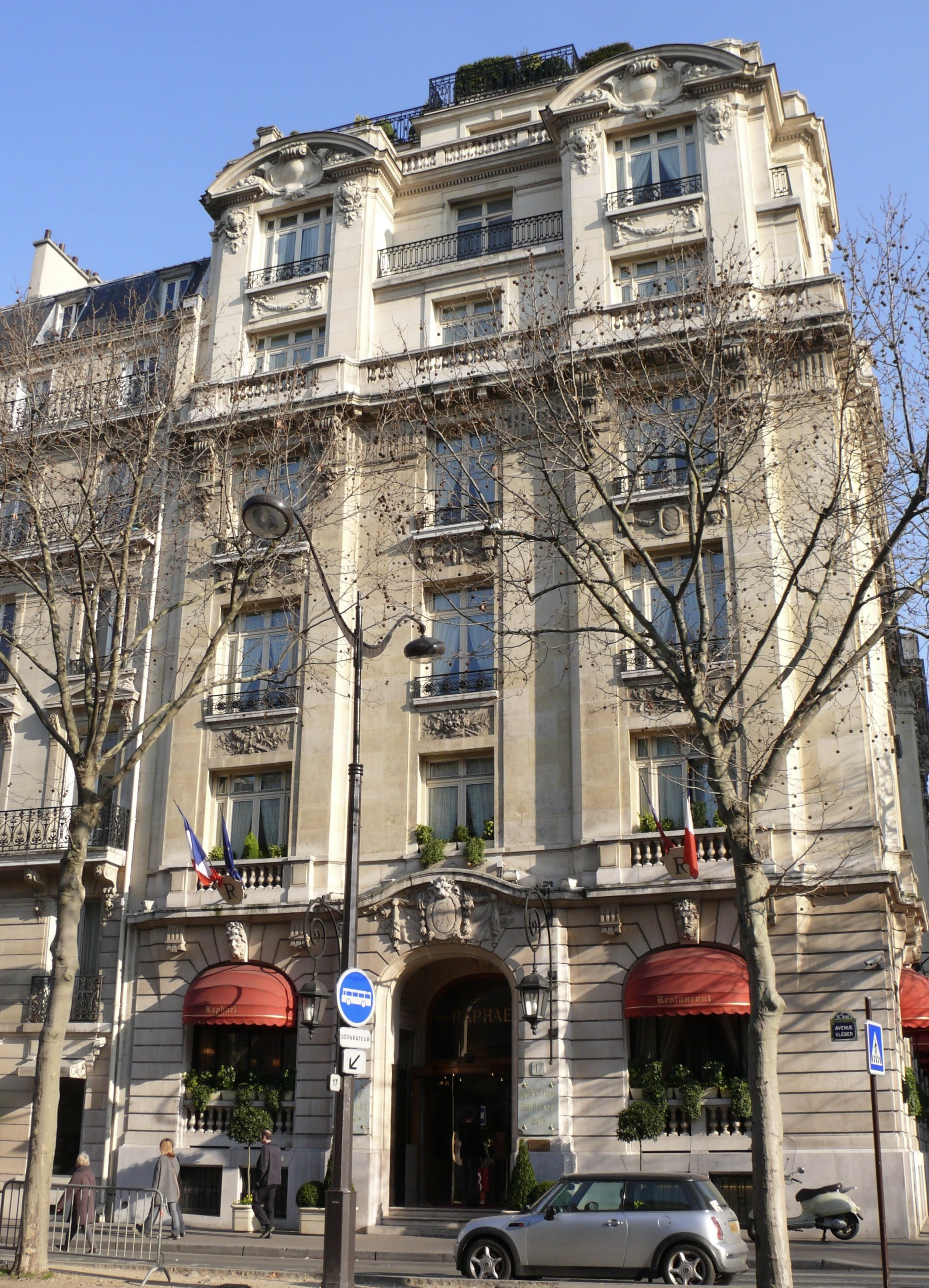
L'hotel Raphaël a Parigi, dove sono state girate tutte le scene del cortometraggio.

### Regia
Il regista Wes Anderson ha parlato per la prima volta a entrambi gli attori protagonisti Jason Schwartzman e Natalie Portman del film nel 2005; essi hanno già lavorato insieme in passato per il film Rushmore del 1998. Entrambi hanno vissuto insieme nell'appartamento di Parigi di Schwartzman nei mesi precedenti le riprese. La Portman è stata avvicinata nel 2004, dopo che Anderson ottenne il suo indirizzo e-mail da Scott Rudin, produttore del film Closer, a cui lei ha partecipato. Gli attori hanno partecipato a titolo gratuito, e Anderson ha finanziato i costi di produzione di tasca propria.

### Sceneggiatura
In origine, secondo i progetti di Anderson il corto doveva costituire un film a sé stante, ma poco prima di cominciare nota che Jack, il protagonista, assomiglia incredibilmente al personaggio di una sua sceneggiatura ancora in corso di scrittura; le riprese per quel film, Il treno per il Darjeeling, sarebbero cominciate solo un anno più tardi. Dato che il corto arricchisce il film, ma non è indispensabile, come anche riportato dal regista (si possono vedere insieme oppure no), Fox Searchlight Pictures, società che ha prodotto Il treno per il Darjeeling, ha detto di non essere interessata ad acquistare il prequel.

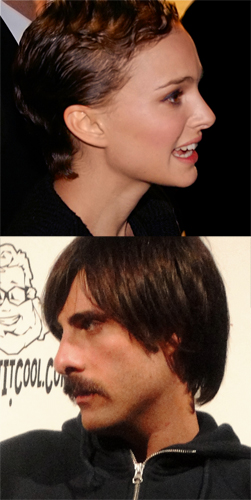
Natalie Portman e Jason Schwartzman, i due protagonisti di Hotel Chevalier.

### Cast
Nel cortometraggio compaiono 5 attori di cui 2 protagonisti:
- Jack Whitman, interpretato da Jason Schwartzman, è l'unico presente dall'inizio alla fine del film;
- la ragazza di Jack, il cui nome proprio non è menzionato,[7] interpretata da Natalie Portman.

Altri 3 sono dipendenti dell'albergo:
- l'uomo della security, l'unico che non parla, interpretato da Waris Ahluwalia;
- il portiere che ha uno scambio di battute all'inizio con Jack che ordina il servizio in camera, interpretato da Lionel Lorans;
- il cameriere del servizio in camera, interpretato da Michel Castejon, ha uno scambio di battute, ma solo con Jack che ordina di nuovo.

I dipendenti dell'albergo compaiono ciascuno in una sola scena, i primi due assieme nella prima inquadratura, l'altro a metà film. Inoltre, benché non presente è menzionato il barbiere dell'albergo da cui Jack si è fatto tagliare i capelli.
(—Jason Schwartzman, 29 settembre 2007)

### Luoghi delle riprese e scenografia
Il film è stato girato all'hotel Raphaël di Parigi, dove erano già state effettuate le riprese dei film Love in Paris (1996) e Place Vendôme (1998). È stato girato da una troupe di 15 persone, su pellicola Panavision. Alcuni oggetti di scena usati erano di proprietà dello stesso Anderson. Le riprese sono durate due giorni e mezzo, mentre la post produzione, effettuata sul computer di Anderson, una settimana. Nonostante l'utilizzo di un guardaroba di Louis Vuitton e di valigie dipinte a mano per l'occasione, il regista ha detto sia stato come «girare un film da studenti per dei coetanei».

## Colonna sonora
La colonna sonora di Hotel Chevalier è la canzone Where Do You Go To (My Lovely)? di Peter Sarstedt, registrata nel 1969. Il personaggio interpretato da Jason Schwartzman la fa partire quando la sua ex fidanzata bussa alla porta, dopo averla sentita prima per accertarsi che fosse pronta. Si sente la canzone in sottofondo, diffusa dal suo iPod. Essa si conclude quando i due sono di nuovo soli dopo il passaggio del servizio in camera, e cominciano a baciarsi. La canzone si sente un'ultima volta, come tema musicale del film, mentre il personaggio interpretato da Natalie Portman è sdraiato nudo su Jason Schwartzman e lui le chiede se vuole vedere Parigi. Il tema poi continua con Natalie Portman contro l'armadio, con Jack che la copre con l'accappatoio giallo dell'albergo, fino alla fine del film, quando i titoli di coda scorrono su una vista del palazzo di fronte e sullo sfondo il panorama di Parigi dalla camera d'albergo, sempre con la musica di sottofondo.
Solo accennata è invece la Pavane pour une infante défunte, eseguita al pianoforte di Maurice Ravel suonata da Pascal Rogé, che però dai titoli di coda risulta. Essa è presente in sottofondo nella breve scena iniziale in cui è inquadrato il portiere con a fianco l'uomo della sicurezza.
Perciò il film si caratterizza per la presenza di una musica per ciascun ambiente, se si esclude il breve momento in cui la ex ragazza di Jack, Natalie Portman, fa partire uno dei carillon presenti nella stanza. Per il poco tempo della durata della musica del carillon, caricato appena, la musica del carillon e quella di sottofondo dell'iPod sono sovrapposte. La musica del carillon è Les Champs-Élysées (aka Waterloo Road) scritta da Joe Dassin, eseguita da Mike Wilsh e Mike Deighan.
Tracce
1. Pascal Rogé – Pavane pour une infante défunte (versione più corta dell'originale) – 5:08 (Maurice Ravel)
2. Peter Sarstedt – Where Do You Go To (My Lovely)? – 4:42 (Peter Sarstedt)
3. Mike Wilsh e Mike Deighan – Les Champs-Élysées (aka Waterloo Road) – 2:39 (Joe Dassin)

Durata totale: 12:29

## Distribuzione
(—Wes Anderson, 29 settembre 2007)

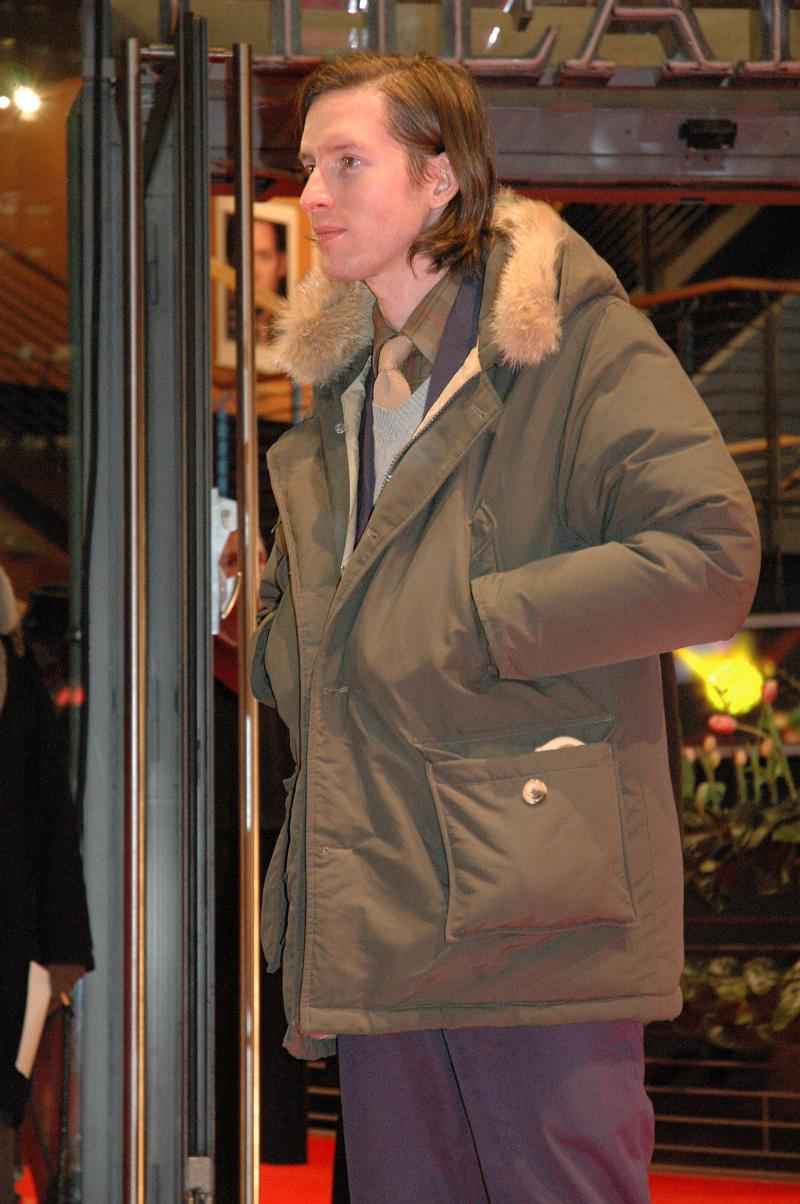
Il regista Wes Anderson, che ha realizzato e finanziato il corto.

Hotel Chevalier è stato visto per la prima volta alla 64ª Mostra internazionale d'arte cinematografica di Venezia il 2 settembre 2007. Jason Schwartzman e Natalie Portman hanno partecipato alla proiezione di New York a SoHo. Il corto è stato reso disponibile il giorno seguente come download gratuito da iTunes. Il 28 settembre, ha preceduto il film Il treno per il Darjeeling alla notte d'apertura dell'edizione del 2007 del New York Film Festival. Dalla casa di produzione è definito «la coda breve per una storia d'amore condannata e il prologo de Il treno per il Darjeeling».
Il corto è stato scaricato circa 500 000 volte. In seguito al ritiro dal sito di iTunes il corto è stato distribuito nei cinema, dove è stato aggiungo come prologo al film. È stato incluso come extra nel DVD pubblicato nel 2008, e la sceneggiatura originale di Wes Anderson è stata pubblicata sulla rivista letteraria Zoetrope: All-Story.
Il film, abbinato al sequel, tra fine gennaio e inizio febbraio 2008 è stato presentato all'International Film Festival Rotterdam nell'omonima città dove è stato definito «pazzo, profondo, meditativo, preoccupante e meraviglioso».

### Date di uscita
Il film è stato presentato ai festival alle seguenti date:
- agosto 2007 al Malmö Filmdagar in Svezia;
- 3 settembre alla 64ª Mostra internazionale d'arte cinematografica di Venezia in Italia;
- 28 settembre al New York Film Festival negli Stati Uniti orientali;
- 4 ottobre alla première a Beverly Hills, in California, negli Stati Uniti occidentali;
- 6 ottobre al Morelia Film Festival in Messico;
- 1º novembre al London Film Festival nel Regno Unito;
- 7 novembre al Ljubljana International Film Festival in Slovenia;
- 15 novembre all'Oslo International Film Festival in Norvegia;
- 16 novembre al Stockholm International Film Festival in Svezia;
- 22 novembre al Gijón International Film Festival in Spagna;
- 25 novembre al Thessaloniki International Film Festival in Grecia;
- 27 novembre al Muestra Internacional de Cine in Messico;
- a fine gennaio-inizio febbraio 2008 nei Paesi Bassi il corto è stato presentato all'International Film Festival Rotterdam nell'omonima città;[20]
- 28 gennaio all'International Film Festival Rotterdam, nei Paesi Bassi;
- 24 settembre 2009 al festival Resistencia in Argentina.

Le date di uscita internazionali nel corso del 2007–2008 sono state:
- 29 settembre 2007 in Canada e in alcuni singoli stati negli Stati Uniti;
- 26 ottobre negli Stati Uniti;
- 23 novembre in Irlanda e nel Regno Unito;
- 13 dicembre in Corea del Sud (호텔 슈발리에);
- 25 dicembre in Danimarca e Svezia;
- 26 dicembre in Australia e Norvegia;
- 3 gennaio 2008 in Germania e nella Svizzera tedesca, e a Singapore;
- 4 gennaio in Austria e Spagna;
- 10 gennaio a Hong-Kong (酒店骑士);
- 18 gennaio in Messico;
- 24 gennaio in Portogallo, Repubblica Ceca, Russia (отель Шевалье) e Slovacchia;
- 25 gennaio in Islanda;
- 31 gennaio in Israele (המלון שבלייה);
- 1º febbraio in Polonia;
- 6 febbraio nelle Filippine;
- 7 febbraio in Croazia e Grecia (ξενοδοχείο Chevalier);
- 8 febbraio in Estonia e Lettonia;
- 15 febbraio in Turchia (Otel Chevalier);
- 28 febbraio nel Belgio fiammingo e nei Paesi Bassi;
- 8 marzo in Giappone (ホテル・シュヴァリエ);[24]
- 19 marzo in Francia e nelle zone di lingua francese di Svizzera e Belgio (Hôtel Chevalier);
- 20 marzo in Argentina;
- 3 aprile in Cile;
- 18 aprile in Finlandia;
- 30 aprile in Italia e Svizzera italiana;
- 11 luglio in Ungheria (uscita in DVD).

Per la maggior parte dei paesi il cui titolo non è segnato è in lingua originale, cioè Hotel Chevalier.

### Divieti
Alcuni elementi del film, tra cui il nudo di Natalie Portman, hanno portato a divieti nei paesi in cui esso è stato distribuito a dei divieti di visione da parte dei minori:
- di 6 anni – in Germania;
- di 10 anni – nei soli cantoni di Ginevra e Vaud in Svizzera e in Columbia Britannica, in Canada;
- di 11 anni – in Finlandia e in Svezia;
- di 12 anni – nei Paesi Bassi e in Portogallo;
- di 13 anni – in Argentina e nelle Filippine;
- di 14 anni – in Brasile e negli Stati Canadesi di Alberta Manitoba e Ontario;
- di 15 anni – in Corea del Sud, Irlanda, Messico e Regno Unito;
- di 16 anni – a Singapore (Rating DVD);
- di 17 anni – negli Stati Uniti.

Nei casi di Canada, Filippine, Irlanda e Stati Uniti tale divieto si applica solo se non sono accompagnati da adulti/genitori.

### Edizioni home video
Le prime edizioni DVD/Blu-ray Disc del 2008 sono quella statunitense della Fox e quella svedese della SF. Nel 2010 è uscita l'edizione statunitense della Criterion Collection, disponibile sia in versione DVD che in Blu-ray.

## Accoglienza
Hotel Chevalier è stato ben accolto dagli spettatori sull'IMDb, dove ha ottenuto una media del 7,1 su 10; sul sito francese AlloCiné, il corto ha ottenuto un voto di 3,65 su 5. Il sito aggregatore di recensioni Rotten Tomatoes riporta che il 75% delle recensioni effettuate da parte del pubblico sono positive, con un voto medio di 3,8 su 5; il voto è basato sui voti di 9.881 utenti.
Su Metacritic, che analizza le recensioni di 35 siti rivela una media di 67⁄100 con 26 voti positivi (tra 61 e 100) 7 intermedi (tra 50 e 60) e 2 negativi (meno di 50). Il voto sale a 7,2⁄10 per quanto riguarda i 138 utenti del sito.

### Critica

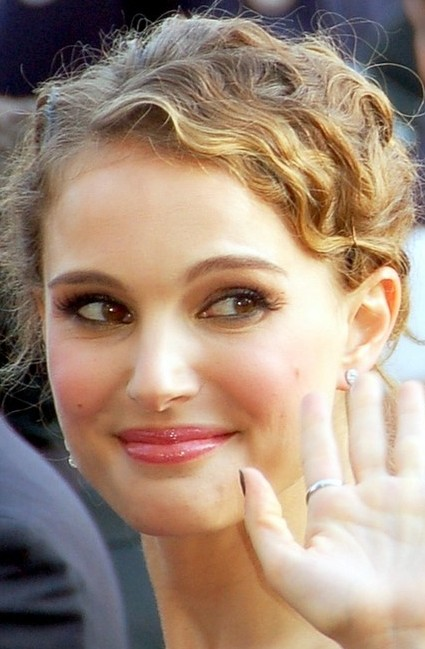
Natalie Portman al Festival di Cannes 2008

#### Critica inglese
Il giornalista del The Guardian Danny Leigh contrasta con le critiche poco accoglienti nei confronti del sequel, parlando di «fervore sincero» che accoglie la «narrazione perfettamente studiata» di Hotel Chevalier. Pensa che i contrasti tra le due opere convengano a Wes Anderson, il cui umorismo stimola la risata anziché provocarla direttamente, la cui cura dei dettagli e la scelta della colonna sonora hanno la tendenza a esaurire la pazienza dello spettatore quando sono visti nel lungometraggio.

#### Critica statunitense
Oltre ad essere uno dei cortometraggi più commentati dell'anno, Hotel Chevalier è stato incensato dalla critica, e secondo alcuni è ritenuto migliore che il film a cui è associato, Il treno per il Darjeeling.
Gary Susman di Entertainment Weekly l'ha descritto come «una squisita storia breve dalla quale capiamo l'essenziale per capire i due protagonisti» aggiungendo che «Chevalier vede Anderson lavorare nel suo stile abituale "scatola di gioielli-casa di bambole" ma la forma e la lunghezza vanno di pari passo in questo caso».
Nel New York Press Armand White giudica il corto «movimentato e veramente contemporaneo» citando il «carattere di ragazza persa e struggente».
Il film attira l'attenzione per la scena di nudo di Natalie Portman e per i lividi sul suo corpo. Natalie Portman esprime la sua opinione a proposito, dicendo «sono rimasta male dal constatare che la metà delle recensioni è incentrata sulla nudità». L'attrice si è domandata se la scena di nudità sia stata una buona idea e si è trovata nella convinzione di non voler più apparire nuda nei film che farà in futuro.
La prova di Natalie Portman è stata giudicata dalla critica del Time di Richard Corliss, che la ritiene «un'attrice comica in tutta franchezza» nel «genere affascinante» e avrebbe preferito un ruolo più importante per essa ne Il treno per il Darjeeling. Secondo lui, al lungometraggio, manca «la sensibilità e la comicità» del cortometraggio.
Anthony Oliver Scott sul New York Times descrive Hotel Chevalier come «una piccola perla» in contrasto con «la valigia troppo riempita» costituita invece dal lungometraggio. Scrive inoltre che «vale la pena di guardarlo [riferendosi al corto], non solo perché espande la storia dei fratelli Whitman (presente nel lungometraggio), ma anche perché di per sé dimostra il talento condensato, quasi perfetto, fastidioso e intrigante di Anderson, che è anche enigmatico, emotivo e sarcastico».
Stephanie Zacharek di Salon.com afferma, in maniera analoga a Richard Corliss del Time, che «la storia non raccontata di Hotel Chevalier è dieci volte più interessante, ed infinitamente più ricca, di quella raccontata per aprire Il treno per il Darjeeling» e qualifica il corto come «in pratica completamente perfetto».

#### Critica tedesca
Rüdiger Suchsland di Telepolis ha espresso il suo disappunto dato che Hotel Chevalier non è stato il film principale: «è migliore e più ricco di contenuti rispetto al film principale – il che non significa che avrebbe molto da dire o sarebbe meno influenzato principalmente dal feticismo del marchio. Ma almeno è qualcosa. Tutto ciò che dice e mostra Hotel Chevalier è cento volte più interessante e toccante di ogni secondo di Il treno per il Darjeeling. Il piacere è mitigato solo dal fatto che dal film è difficile determinare perché da iTunes e su YouTube sia regolarmente cancellato».
Dominik Kamalzadeh della rivista Der Standard lo ritiene «un film meravigliosamente laconico corto», che ha agito «un po' come un caso per studiare il modo in cui personaggi interagiscono e capire il loro mondo creato da Wes Anderson: ci si siede in modo convincente nel loro ambiente, quasi come se fosse un'auto-stravaganza illustre. Ma c'è sempre un resto, un errore, un vuoto [...]».

## Citazioni e riferimenti
- Mentre si trova nella stanza d'albergo all'inizio del cortometraggio, Jack sta vedendo alla televisione Stalag 17, film del 1953 diretto da Billy Wilder con William Holden.[7]

- Il cortometraggio Hotel Chevalier, pur non essendo direttamente collegato al film Il treno per il Darjeeling di cui costituisce il prequel, introduce il personaggio di Jack Whitman, protagonista del film principale insieme ai suoi fratelli. Serve inoltre a giustificare diversi elementi che vi compariranno. Gli elementi in questione sono:
  - l'accappatoio giallo con il logo dell'albergo;
  - l'iPod che Jason Schwartzman si porta sempre appresso;
  - la boccetta di profumo che Natalie Portman mette nella valigia di Jason Schwartzman a sua insaputa. All'inizio del film Schwartzman la trova e la distrugge vicino al finestrino del treno colpendo il fratello Peter (Adrien Brody) con le schegge;
  - la canzone che accompagna i titoli di coda;[7]
  - i fatti che si svolgono nella camera d'albergo vengono inoltre raccontati da Jack Whitman ai suoi fratelli durante lo svolgimento de Il treno per il Darjeeling, fingendo che costituiscano un racconto partorito dalla sua fantasia. Nel corto compare Natalie Portman che, a differenza del protagonista Jason Schwartzman, non comparirà nel lungometraggio, se non in un cameo.

## Merchandising
Il set di undici valigie dei fratelli Whitman di Louis Vuitton realizzate da Marc Jacobs, che compare sia in Hotel Chevalier che ne Il treno per il Darjeeling, al termine delle riprese è stato battuto ad un'asta benefica i cui proventi sono stati devoluti all'UNICEF e alla fondazione Rawal Mallinathji.

## Sequel
Il treno per il Darjeeling costituisce il sequel dell'opera, anche se i due sono distribuiti insieme. In esso Jack si unisce ai due fratelli per un viaggio nel Darjeeling, in India, che poi si scoprirà servirà per trovare la madre. Nel corso del viaggio i due cercheranno di fargli dimenticare la fidanzata. Nel sequel dell'opera si vedrà la famiglia Whitman al completo. Il viaggio si svolge in seguito alla morte del padre. Il funerale del padre, a cui si ritorna nel sequel con dei flashback, si svolge tra le due opere che sono separate tra di loro di circa due settimane.
Quindi tra le due opere, nel giro di due settimane:
- Jack rientra negli Stati Uniti;
- Il padre muore e si celebra il funerale;
- I tre fratelli partono per l'India ciascuno per suo conto.

Nancy Utley, la direttrice operativa di Fox Searchlight, ha detto che la sua azienda non sapeva nemmeno dell'esistenza del cortometraggio-prequel, ma che lo ha saputo solo dopo che Il treno per il Darjeeling è stato completato.

## Particolarità: enigmi
Dato che nel film il dialogo tra i due personaggi fatto di domande senza risposte o con ulteriori domande, invece che risposte, nel corto ci sono degli enigmi:
- come si chiama la ragazza di Jack (non è stato pensato un nome e poi magari scartato);
- con chi sta parlando la fidanzata, quando Jack apre la porta della sua stanza e lei saluta e termina la chiamata;
- come ha fatto a trovare il suo ragazzo, lei si limita a dire che è stato facile ma anche lei viene presumibilmente dagli Stati Uniti (come i fratelli Whitman) e l'ha trovato a Parigi;
- come si è procurata i lividi la sua ragazza, quando Jack glielo chiede lei non risponde, ma parla d'altro.[5]

Il regista Wes Anderson interrogato su quest'ultimo punto ha detto «lascio questo aspetto alla libera interpretazione degli spettatori».
Analoghi enigmi sono presenti anche nel film Il treno per il Darjeeling e non viene svelato nulla di più sul conto del personaggio interpretato da Natalie Portman dato che compare solo in un cameo.